# 觀察使
觀察使，中國古代官名，原稱採訪使，別稱觀察、廉車正使、廉車、廉使、廉查。唐玄宗設，原為一種監察官，近於御史，後變成軍事、行政的官職。後人雅稱明清的道員為觀察使。

## 唐朝
唐初，常不定期派有巡察使、按察使之類監察各地之官。
唐玄宗開元二十一年（733年）設「採訪使」（全稱：「採訪處置使」），以監察各郡縣官員政績之優劣，回稟朝廷。爾後採訪使權位漸重，遂稍奪行政之權。安史之亂後，藩鎮節度使往往自領「採訪使」一職。採訪使如在軍區，則多兼任軍事長官。
唐肅宗乾元元年（758年）改「採訪處置使」為「觀察處置使」，簡稱觀察使，雅称廉帅或廉使。因觀察使职能以考察、协调、监督州县行政为主，不重军务，故大多不持節，權力略低於節度，其幕府官兵亦略少於節度使。

## 宋朝
宋朝时收揽节镇兵权，觀察使从一道牧守沦为僅有名而不任事的虚衔，為武將、宗室、內侍遷轉階官第三階，正五品，位次于节度使与节度观察留后，高于防御使、团练使与刺史。

## 辽朝
遼朝时，一般觀察使、節度使不並立，無節度之區，則立觀察使。

## 金朝
金朝時，常以節度使兼管觀察使事務。

## 元明清时期类似官职
元朝，觀察使一職廢除，另设职责类似的肃政廉访使。
明、清时常雅稱道員為觀察使。

## 民国初年
民國初年，改清朝之分巡道、分守道員爲觀察使，後又改稱道尹。